# قانون زشت
بین سال‌های ۱۸۶۷ و ۱۹۷۴ میلادی، شهرهای مختلف ایالات متحده فرامین ناخوشایندی داشتند، که در گذشته به آن‌ها قوانین زشت («ugly laws» یا «unsightly beggar ordinances») نیز می‌گفتند. این قوانین افراد فقیر و دارای معلولیت را هدف قرار می‌داد. برای مثال، در سان فرانسیسکو، قانون سال ۱۸۶۷ میلادی، غیرقانونی می‌دانست که «یک فرد بیمار، معلول، مثله شده یا به هر نحوی تغییر شکل یافته، به مثل یک شی ناخوشایند یا منزجر کننده، خود را در معرض دید عموم قرار دهد». استثنائات بر قرارگرفتن در معرض دید عموم تنها در صورتی قابل قبول بود، که مردم به تظاهرات برآیند تا جدایی معلولان از افراد غیرمعلول و نیازشان به اصلاحات را نشان دهند.: 47 
جامعه سازمان‌های خیریه پیشنهاد کرد، که بهترین کمک خیریه، به‌جای کمک‌های مادی، بررسی و مشاوره افراد نیازمند به کمک است. این امر باعث شد تا زمانی که افراد انسان‌های دیگر نیازمند به کمک را می‌بینند، میان تمایل آن‌ها به تبدیل شدن به یک مسیحی خوب و یک شهروند خوب تضاد ایجاد شود.: 37  پیشنهاد گردید، که به این طریق گدایان بر مردم یک گناه را تحمیل می‌کنند. «فقیرگرایی یک بیماری بر جامعه است، زخمی بر بدنه سیاست است و از آن‌جایی که یک بیماری است، باید تا آن‌جا که ممکن است از بین برود. و باید تمام فکر و تلاش ما برای طبقه فقیر، هدف درمانی نهفته باشد». مشابه به آنچه که اسلوکام گفت، نویسندگان دیگر پیشنهاد کردند که صدقه دادن به گداها بدون این‌که بدانیم با این پول چه می‌کنند، «به اندازه فردی که با اسلحه به‌سوی گروهی از افراد شلیک می‌کند، سزاوار سرزنش است».
اصطلاح «قوانین زشت» در اواسط دهه ۱۹۷۰ توسط منتقدان مارسیا پیرس بورگدورف و رابرت بورگدورف جونیور ابداع شد.: 9 

## تاریخچه
در انگلستان سال ۱۷۲۹ میلادی، بعضی اوقات به افرادی که دارای معلولیت‌های فیزیکی بودند و در معرض دید عموم مردم ظاهر می‌شدند، مجازات تعیین می‌شد، چه آن‌های که با معلولیت متولد می‌شدند یا هم بعداً در زندگی به آن دچار می‌گردیدند.: 4 
قوانین زشت در ایالات متحده در اواخر قرن نوزدهم به‌وجود آمد. در این دوره، فضاهای شهری دست‌خوش هجوم ساکنان جدید شد، که بر جوامع موجود فشار وارد می‌کرد. ساکنان جدید گاهی فقیر می‌شدند. به این معنا بود که تعداد زیادی از افرادی که با یکدیگر بی‌گانه بودند، اکنون محله‌های نزدیک‌تری را نسبت به شهرهای کوچک اشغال کرده‌اند، جایی که نهادهای محلی مانند مکاتب، خانواده‌ها و کلیساها به تعدیل روابط اجتماعی کمک می‌کنند. در واکنش به این هجوم مردم فقیر، وزرا، سازمان‌دهندگان خیریه، برنامه‌ریزان شهری و مقامات شهری در سراسر ایالات متحده تلاش کردند تا قوانین زشت برای جامعه خود ایجاد نمایند.
زبان قوانین زشت این بود، که قسمت‌های از بدن شخص که دچار معلولیت یا بیماری بود، پنهان گردد. این شامل هر حرکتی می‌شد که نشان‌دهنده معلولیت یا بیماری باشد، مانند لنگیدن.: 9–10 
اولین فرمان در آمریکا در مورد جلوگیری از حضور افراد دارای معلولیت در انظار عمومی در سال ۱۸۶۷ میلادی در سانفرانسیسکو، کالیفرنیا تصویب شد.: 2  این فرمان به موضوع گسترده‌تر گدایی مربوط می‌شد. دیده می‌شود افرادی که احتمالاً به پول نیاز داشتند به کالیفرنیا سفر می‌کردند تا در دوران تب طلای کالیفرنیا «ثروتمند شوند». وقتی خود را ثروتمند نمی‌دیدند، در کالیفرنیا می‌ماندند. نامه‌ها و اسناد مربوط به دوره درست پس از تب طلای کالیفرنیا، تعداد زیادی از افراد «دیوانه» را که در خیابان‌ها سرگردان هستند، نشان می‌دهد.: 25  هلپر (سال ۱۹۴۸ میلادی) حتی از افراد «مجنون» به عنوان «مزاحمت رقت‌انگیز» یاد می‌کند و خاطرنشان می‌کند که آن‌ها اجازه داشتند در ملاءعام حضور یابند در حالی‌که هیچ‌کسی مراقب آن‌ها نبود.
نیو اورلئان، لوئیزیانا قانونی مشابه داشت که پلیس قاطعانه آن را در سال ۱۸۸۳ میلادی اجرا می‌کرد. یک روزنامه اورلئان گزارش داد که این شهر مانند سایر شهرهای ایالات متحده، در مورد گدایی موضع سختی گرفته‌است.: 3 
پورتلند، اورگان یک قوانین زشت را در سال ۱۸۸۱ میلادی نافذ ساخت.
فرمان شیکاگو سال ۱۸۸۱ میلادی چنین بیان می‌کند:
هر شخصی که بیمار، معلول، مثله‌شده یا به هر نحوی تغییر شکل یافته باشد، به گونهٔ جسم ناخوشایند یا منزجرکننده، یا فردی که برای ورود به جاده‌ها، شاهراه‌ها، معابر یا اماکن عمومی شهر مناسب نباشد، در این‌جا نباید در انظارعمومی ظاهر شود، در غیر آن با جریمه ۱ دلاری برای هر تخلف دچار خواهد شد (کد شهر شیکاگو ۱۸۸۱)‏: 2 
جریمه ۱ دلاری با بیش از ۲۰ دالر در سال ۲۰۱۸ برابری می‌کند. در بیشتر شهرها، جریمه‌ها برای تخلف قوانین زشت از حبس تا جریمه‌های ۵۰ دالر برای هر تخلف تفاوت می‌کرد.
در ماه مه ۱۸۸۱، قوانین زشت در شیکاگو، ایلینوی اجرا شد. این قوانین توسط جیمز پیوی، مدیر ارشد شیکاگو ایجاد گردید.: 1  در شیکاگو تریبون از ۱۹ می ۱۸۸۱ از پیوی نقل شده‌است که در مورد این قوانین گفته‌است: «هدف آن لغو تمام موانع جاده است».: 1  قوانین زشت گروه‌های از مردم را به عنوان مخل جریان زندگی عمومی معرفی کرده و آن‌ها را از حضور در فضاهای عمومی منع می‌کند. چنین افرادی که «ناخوشایند» یا «فاقد زیبایی» تلقی می‌شوند، معمولاً فقیر و اغلب گدا بودند؛ بنابراین قوانین زشت روش‌هایی بودند که به وسیله آن قانون‌گذاران تلاش می‌کردند فقرا را از انظار عمومی دور کنند.: 31–32 
قوانین مشابه شیکاگو در دنور، کولورادو و لینکلن، نبراسکا در سال ۱۸۸۹ میلادی دنبال شد. در برههٔ از زمان از سال ۱۸۸۱ تا ۱۸۹۰ میلادی یک قوانین زشت در اوماها، نبراسکا وضع گردید. علاوه بر این، قوانین زشت با وحشت سال ۱۸۹۳ جرقه زد، که شامل کلمبوس، اوهایو در سال ۱۸۹۴ و در سال ۱۸۹۱ برای تمام ایالت پنسیلوانیا می‌شود. قوانین پنسیلوانیا متفاوت بود زیرا حاوی زبانی بود، که برای ضعف‌شناختی و همچنین ضعف جسمی کاربرد داشت.: 3  تلاشی برای معرفی قوانین زشت در نیویورک انجام شد، اما در سال ۱۸۹۵ با شکست مواجه شد. مسوده‌های اولیه در نیویورک شبیه به پنسیلوانیا بود که شامل ضعف‌های شناختی می‌شد. رنو، نوادا قبل از سال ۱۹۰۵ فرمانی را وضع کرد.: 3  لوس آنجلس، کالیفرنیا در سال ۱۹۱۳ تلاش کرد، فرمانی را تصویب کند.
در سال ۱۹۰۲ میلادی قوانین زشت مشابه قانون ایالات متحده در شهر مانیل در فیلیپین وضع شد.: 5  این قانون مشابه قوانین ایالات متحده بود، که به زبان انگلیسی و در زمانی‌که مانیل تحت کنترل آمریکا بود نوشته شد. عبارت رایج «منع ورود افراد بیمار» را شامل می‌شد. این قانون یکی از اولین فرامینی بود، که تحت کنترل آمریکا نوشته شد. سایر فرامین مربوط به اصلاحات بهداشتی می‌شد و گدایان ناخوشایند را بخشی از این شاخص می‌دانست.: 5 
آخرین قوانین زشت در سال ۱۹۷۴ میلادی لغو شد. اوماها، نبراسکا قوانین زشت خود را در سال ۱۹۶۷ لغو کرد، با این حال فردی به دلیل نقض قوانین زشت که در سال ۱۹۷۴ مستند شده بود، دستگیر گردید. کلمبوس، اوهایو در سال ۱۹۷۲ قانون خود را لغو کرد. شیکاگو آخرین ایالتی بود، که قوانین زشت خود را در سال ۱۹۷۴ لغو نمود.